# Potok Północny
Potok Północny (Dopływ z Radomia-Sadkowa) – struga, prawostronny dopływ Mlecznej o długości 7,81 km i powierzchni zlewni 12,96 km².
Źródła strugi znajdują się w okolicach Lasowic. Potok Północny przepływa przez Radom, przez dzielnice Osiedle Nad Potokiem, Os. XV-Lecia, Osiedle Słoneczne i Obozisko, uchodzi do Mlecznej na wysokości dawnego Dworca Podmiejskiego MPK. W górnym odcinku odprowadzane są do niego wody deszczowe z terenu lotniska na Sadkowie oraz strumień z ogródków działkowych.